# Breed
Breed je skladba americké grungeové skupiny Nirvana. Píseň poprvé oficiálně vyšla na jejich klíčovém albu Nevermind v roce 1991. Text napsal Kurt Cobain, pod hudbou jsou podepsaní všichni tehdejší členové Nirvany, čili Krist Novoselic, Dave Grohl a Cobain.
Skladba nesla původně název „Immodium“ a pod tímto názvem se objevila mimo jiné i na kompilaci Outcesticide.